# Dome Glacier
Dome Glacier är en glaciär i Kanada.   Den ligger i provinsen Alberta, i den centrala delen av landet, 3 100 km väster om huvudstaden Ottawa. Dome Glacier ligger 2 382 meter över havet.
Terrängen runt Dome Glacier är bergig västerut, men österut är den kuperad. Trakten runt Dome Glacier är nära nog obefolkad, med mindre än två invånare per kvadratkilometer.. Det finns inga samhällen i närheten. 
Trakten runt Dome Glacier är permanent täckt av is och snö.